# Završnica prvenstva Hrvatske u nogometu 1947./48.
Završnica Prvenstva Hrvatske u nogometu za 1947./48. je igrana na proljeće 1948. godine, te je također predstavljalo i treći rang nogometnog prvenstva Jugoslavije u sezoni.  

Prvenstvo je igrano u dva dijela. U prvom dijelu prvenstva je igrano u 5 zonskih liga, čiji su se pobjednici i tri drugoplasirana kluba plasirala u završnicu Prvenstva Hrvatske igrane po kup-sustavu.

## Sudionici
| I. zona   | Braća Bakić – Bjelovar |                  |
| II. zona  | Proleter – Osijek      | Slaven – Borovo  |
| III. zona | Milicioner – Zagreb    | Naprijed – Sisak |
| IV. zona  | Šibenik – Šibenik      | Zadar – Zadar    |
| V. zona   | Primorje – Sušak       |                  |

- Borovo Naselje ranije dio Borova, danas dio Vukovara
- Sušak danas dio Rijeke

## Rezultati

### Četvrtzavršnica
| Braća Bakić – Zadar        |  | 2:3, 1:3 |
| Milicioner – Naprijed      |  | 3:0, 0:0 |
| Slaven – Proleter          |  | 0:2, 1:3 |
| Šibenik – Primorje (Sušak) |  | 4:1, 1:3 |

### Poluzavršnica
| Proleter – Šibenik |  | 5:1, 3:2 |
| Zadar – Milicioner |  | 1:8, 1:4 |

### Završnica
| Proleter – Milicioner Zagreb | 3:2, 1:3 Utakmice su poništene. Naknadno su odigrane dvije nove utakmice: 1:0, 2:1. |

Proleter iz Osijeka prvak Hrvatske